# Baf Ülkü Yurdu SK
Baf Ülkü Yurdu SK is een voetbalclub uit Paphos (Baf) in de Turkse Republiek Noord-Cyprus.
De club is opgericht in 1947 en speelt haar thuiswedstrijden in het Güzelyurt Zafer Stadion. De clubkleuren zijn rood en wit.

## Erelijst
- Birinci Lig: 1987, 1988, 1989, 1990
- Turks-Cypriotische beker: 1987, 1988, 1989
- Turks-Cypriotische Supercup: 1989, 1991

Alsancak · Baf Ülkü Yurdu · Binatlı · Cihangir · Çetinkaya · Doğan Türk Birliği · Düzkaya Kültür Ocağı · Gençlik Gücü · Göçmenköy İdman Yurdu · Gönyeli · Hamitköy · Küçük Kaymaklı · Lefke · Mağusa Türk Gücü · Türk Ocağı · Yenicami